# Казаки-разбойники
Казаки́-разбо́йники — детская игра, популярная в XX веке. В игре принимают участие две команды. Существуют различные варианты игры, характерные для местности и национального состава. Как утверждает одна из книг начала XX века, по правилам, пойманных разбойников даже наказывали ударами ремня по спине.

## Название игры
Название игры взято из жизни, поскольку её правила имитируют действительность: в царской России казаки являлись народной самообороной, охраняя мирное население от набегов разбойников. Точных данных о времени возникновения игры нет, но известно, что играли в неё ещё до революции.

## История игры
Существует мнение, что игра возникла в XVI веке, когда городовые казаки из поселений за вознаграждение ловили «воровских» казаков.
Известный сатирик М. Задорнов в очерке «Чечня: антикварные грабли России» из цикла рассказов «Мамы и войны» по-своему трактует название игры, объясняя сам термин «казаки-разбойники» необузданным вольным характером казачьего сословия, которое было «самым буйным, не поддающимся воспитанию российским сословием». С этим трудно согласиться, поскольку даже в правилах игры (см. ниже) речь идёт о двух командах, одна из которых называется «казаки», а вторая «разбойники».
Тем не менее, в истории встречается немало примеров трактовки данной игры на свой манер. Так, одна версия утверждает, что возникновение игры в «Казаки-разбойники» тесным образом связано с кавказской войной XIX века. Казаки действительно принимали активное участие в той войне и, при внимательном рассмотрении, отголоски тех событий можно углядеть в правилах современной игры.

## Описание и правила игры
Как уже было сказано, в «Казаки-разбойники» играют по-разному. Если не принимать во внимание мелкие нюансы, все вариации можно свести к двум версиям. Участники делятся на казаков и разбойников. Казаки должны поймать всех разбойников (они дотрагиваются до разбойников и говорят: «красная печать, никому не убегать»). У казаков есть штаб. Разбойники должны придумать два пароля или больше. Один правильный, а остальные неправильные.
Задача разбойников — захватить штаб казаков, но казаки их ловят. Разбойники могут подбегать друг к другу и говорить «зелёная печать, можно убегать», тем самым они освобождают другого разбойника. Разбойники могут захватить штаб только вместе и во время игры. Ни одни, ни другие не имеют права ходить по отдельности. Казаки не имеют права ходить возле штаба туда-сюда. Казаки, после того как поймали разбойников, будут их пытать. Разбойники могут терпеть, но когда им надоест терпеть, они говорят любой пароль, и казаки определяют, правильный он или нет. Если они угадали, то казаки побеждают; если нет, то разбойники могут убежать и захватить штаб, тем самым они побеждают.

### Стандартные правила игры
Играют от шести человек и более (чем больше, тем лучше).
Играющие оговаривают территорию, на которой будет проходить игра. Разделившись на две команды, они по жребию определяют, кто будет играть за «казаков», а кто за «разбойников». Иногда выбираются атаманы.
«Разбойники» совещаются и загадывают кодовое слово (секретный «пароль»). Может быть не слово, а пароль 13245 и т. д., максимум 8 цифр.
По сигналу «разбойники» убегают прятаться («казаки» не должны подглядывать). Путь передвижения обозначается с помощью стрелок на асфальте и других поверхностях (стенах, заборах), чтобы у «казаков» были подсказки, где искать. Чаще всего вначале команда бежит вместе, затем разделяется, чтобы запутать соперников. Чем быстрее «разбойники» убегают и чем запутаннее рисуют стрелочки, тем у них больше шансов надёжно спрятаться.
«Казаки» в это время обустраивают «темницу» и придумывают, как будут «пытать» пленных. Через оговорённый промежуток времени (обычно 15-20 минут) «казаки» отправляются искать «разбойников». Найденного разбойника ловят («пятнают») и отводят в темницу (он не имеет права вырываться и убегать).
Некоторые источники утверждают, что «казак», поймавший «разбойника», остаётся в «темнице», сторожить его. В других говорится о страже (1-2 человека), которая постоянно следит за «разбойниками» в «темнице», а «казаки» могут бежать ловить остальных.
В «темнице» «разбойников» «пытают» (щекочут, подсовывают насекомых, жгут крапивой, кидают на землю, дают подзатыльник). Виды «пыток» заранее оговариваются: они не должны быть жестокими или обидными.
Задача «казаков»: выведать секретное слово-пароль.

## «Казаки-разбойники» в искусстве

### «Казаки-разбойники» в литературе
- «Казаки-разбойники» — повесть Л. Матвеевой о девятилетней девочке Любке. Действие произведения разворачивается в первой половине XX века. Дети играют в «Казаки-разбойники» и, по сюжету, ловят настоящего шпиона.
- «Казаки-разбойники» — сказочная повесть Макса Фрая. По сюжету дети, заигравшись в «Казаки-разбойники», попадают в сказочный лес.
- «Казаки-разбойники» — роман Владимира Угрюмова из детективной серии «Шпион президента». Сама игра в романе не упоминается, но в рекламе книги используется сравнение: «Детская игра в „Казаки-разбойники“ превратилась в смертельно опасную забаву взрослых».
- «Казаки-разбойники» — роман Юрия Волошина в жанре альтернативной истории. Прямых пересечений с игрой нет. Совпадение названий обусловлено тем, что герои книги — казаки, волею судьбы вынужденные стать пиратами.

### «Казаки-разбойники» в кино
- «Казаки-разбойники» — художественный фильм Валентина Козачкова, снятый на Одесской киностудии в 1979 году. В основу сценария легла повесть П. Берна «Лошадь без головы», рассказывающая о школьниках из небольшого приморского городка, которые в послевоенные годы помогают милиции поймать и обезвредить преступников.
- «Казаки-разбойники» — четырёхсерийный телевизионный фильм Константина Статского, снятый в 2008 году кинокомпанией Телесто. На официальном сайте Телесто[4] о фильме написано буквально следующее:

«…Юные беглецы, которые поначалу воспринимают своё положение, как детскую игру „Казаки-разбойники“, вскоре оказываются в атмосфере подозрительности и смертельного страха. Опасного незнакомца ребята называют Леший и с ужасом понимают, что „Казаки-разбойники“ оборачиваются для них игрой на выживание».